# Microcosmus propinquus
Microcosmus propinquus är en sjöpungsart som beskrevs av William Abbott Herdman 1882. Microcosmus propinquus ingår i släktet Microcosmus och familjen lädermantlade sjöpungar. Inga underarter finns listade i Catalogue of Life.